# Thermes de Caracalla
 (juillet 2023).
Les thermes de Caracalla (en latin : Thermae Antoninianae), inaugurés à Rome sous l’empereur romain Caracalla en 216 après. J.-C., sont les plus grands et les plus luxueux thermes romains réalisés jusqu'alors, même s'ils sont dépassés par la suite. En plus des équipements concernant directement les bains, ce complexe propose des activités variées (bains publics et privés, nage, massage, exercices de gymnastique), ce qui explique sa taille gigantesque. Une superficie de plus de onze hectares, de la place pour 1 600 baigneurs et 64 citernes de 80 000 litres chacune. C'est aujourd'hui l'édifice thermal le mieux conservé de l'Empire romain. Les ruines qui demeurent encore à Rome ont conservé leur aspect colossal.

## Histoire
La construction des thermes dans le prolongement de la colline de l'Aventin, entre la Via Nova parallèle à la Via Appia et la Via Ardeatina, a débuté sous Caracalla en 212, comme l'indiquent les estampilles sur les briques de construction et non comme on l'affirme parfois à la fin du règne de Septime Sévère (193-211). Les travaux se prolongent jusqu’en 216. Un peu plus tard, deux autres empereurs en achèvent la construction avec l'enceinte extérieure : Héliogabale (218-222) ajoute des portiques qui sont complétés plus tard par Sévère Alexandre (222-235).

## Bâtiments

### Plan d'ensemble

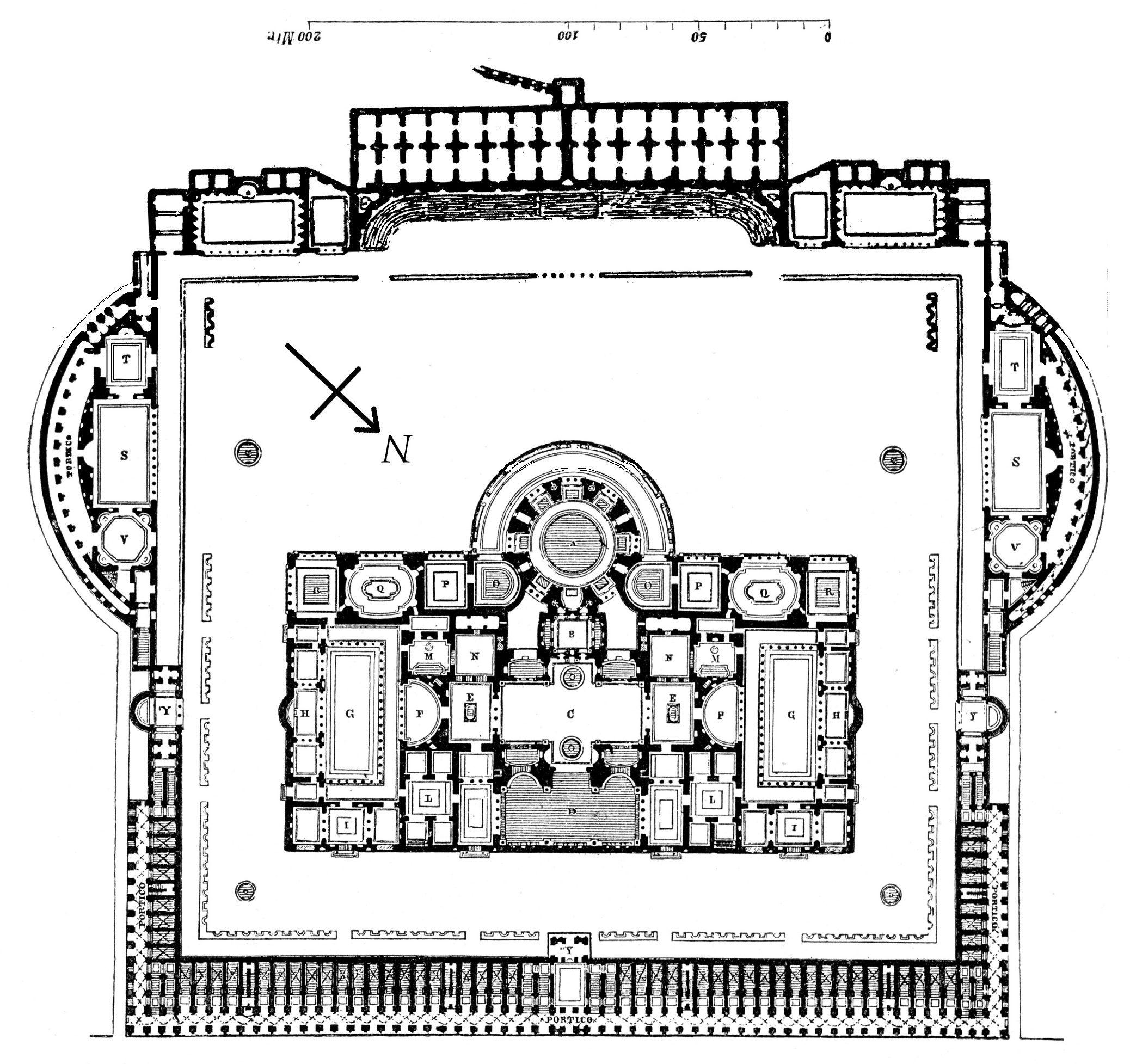
Plan des thermes de Caracalla : bâtiment central, esplanade et enceinte.

La conception des thermes de Caracalla reprend le modèle des thermes de Trajan, complexe thermal construit un siècle plus tôt entre 104 et 109. Selon un plan rigoureusement symétrique, l'édifice se compose d'un corps central destiné aux bains encadré par une enceinte presque carrée. Compris entre les deux péristyles de l’enceinte, les thermes s'intègrent dans un vaste ensemble comprenant également une grande esplanade, ou péribole, occupée par des jardins pour la promenade, des fontaines et des bancs. Les ouvertures sont nombreuses sur l’enceinte et rares pour entrer dans le bâtiment principal, dont les murs austères ne disposent que de quelques ouvertures. L’enceinte se présente donc comme un lieu où sont répartis tous les services accessoires n’ayant pas de rapport avec les bains. Les bains ne sont pas seulement un endroit où on se lave, c’est un centre communautaire à vocations multiples.
L’orientation des thermes est calculée pour que la partie chaude (caldarium) profite au mieux de la chaleur du soleil, comme c’est le cas d’ailleurs pour tous les grands thermes romains de la période impériale.

### Enceinte
L’enceinte forme une terrasse presque carrée de 335 m sur 353 m et délimite un espace d’environ 110 000 m2.
Le côté nord-est est constitué d’un portique, précédé de deux étages de pièces voûtées dans lesquelles se trouvent des boutiques et probablement des tavernes et des restaurants.
Dans les côtés nord-ouest et sud-est, il y a de grandes absides symétriques dans lesquelles certaines salles sont peut-être chauffées. On y trouve de chaque côté un nymphaeum, un gymnasia (gymnases subsidiaires), où l’on s’échauffe avant le bain, et des salles de conférences ou de travail. Certaines pièces sont peut-être destinées aux massages, aux frictions et au parfum pour les plus riches.
Dans le côté sud-ouest sont placées les citernes et de chaque côté de celles-ci les bibliothèques grecque et latine et des salles de lecture publique.
Entre les citernes et l’édifice thermal proprement dit se trouve un stade et une longue exèdre en forme de demi-stade qui comporte quelques rangées de gradins. Au-delà de ce mur se trouvent les abondantes réserves d'eau transportées par un aqueduc.

### Bâtiment central
Le bâtiment thermal forme un rectangle assez compact, élargi d’un demi-cercle formé par la rotonde du caldarium. Il n’est pas placé au centre exact de l’enceinte, mais est décalé, plus proche du péristyle nord, ménageant ainsi une vaste cour-jardin sur la partie sud. Il s’organise autour d’un axe central nord-est/sud-ouest formé par l’enfilade de la piscine (natatio), du frigidarium, du tepidarium et du caldarium. Un second axe perpendiculaire au précédent s’articule sur le frigidarium flanqué de deux palestres. Cette disposition en croix est complétée par des salles de service ou de circulation (vestibules d'entrée, vestiaires, etc.) pour constituer un corps de bâtiment compact. Ainsi, toutes les salles rayonnent autour du frigidarium central, ce qui permet la circulation aisée des usagers.
Le bâtiment thermal mesure 214 m de long pour 110 m de profondeur, caldarium non compris. Le frigidarium, véritable nef à trois voûtes soutenues par huit piliers mesure 58 m sur 24 m. Le caldarium forme un cercle de 34 m de diamètre, à moitié enchâssé dans le bâtiment. Ses huit piliers soutiennent une coupole d'une hauteur évaluée à 45 m. Chaque cour intérieure des palestres mesure 50 m sur 20 m. La natatio, par ses 53 m de long, peut rivaliser avec les piscines de compétition modernes.
Chaque fonction essentielle du bâtiment est matérialisée dans une architecture qui lui est propre. La maîtrise de la construction, qui se voit dans l'équilibre du plan, la puissance des voûtes et la grandeur des proportions ont participé à la conservation et à la réussite de l'édifice.

### Bibliothèque
La bibliothèque des thermes de Caracalla est construite en même temps que les thermes en 216 ap. J.-C. et inaugurée par l'empereur Caracalla. Située sur le côté sud-ouest des thermes, la bibliothèque est séparée en deux salles, une pour les ouvrages grecs et l'autre pour les livres latins. Il existe aussi des salles de lectures publiques, le tout autour des citernes.

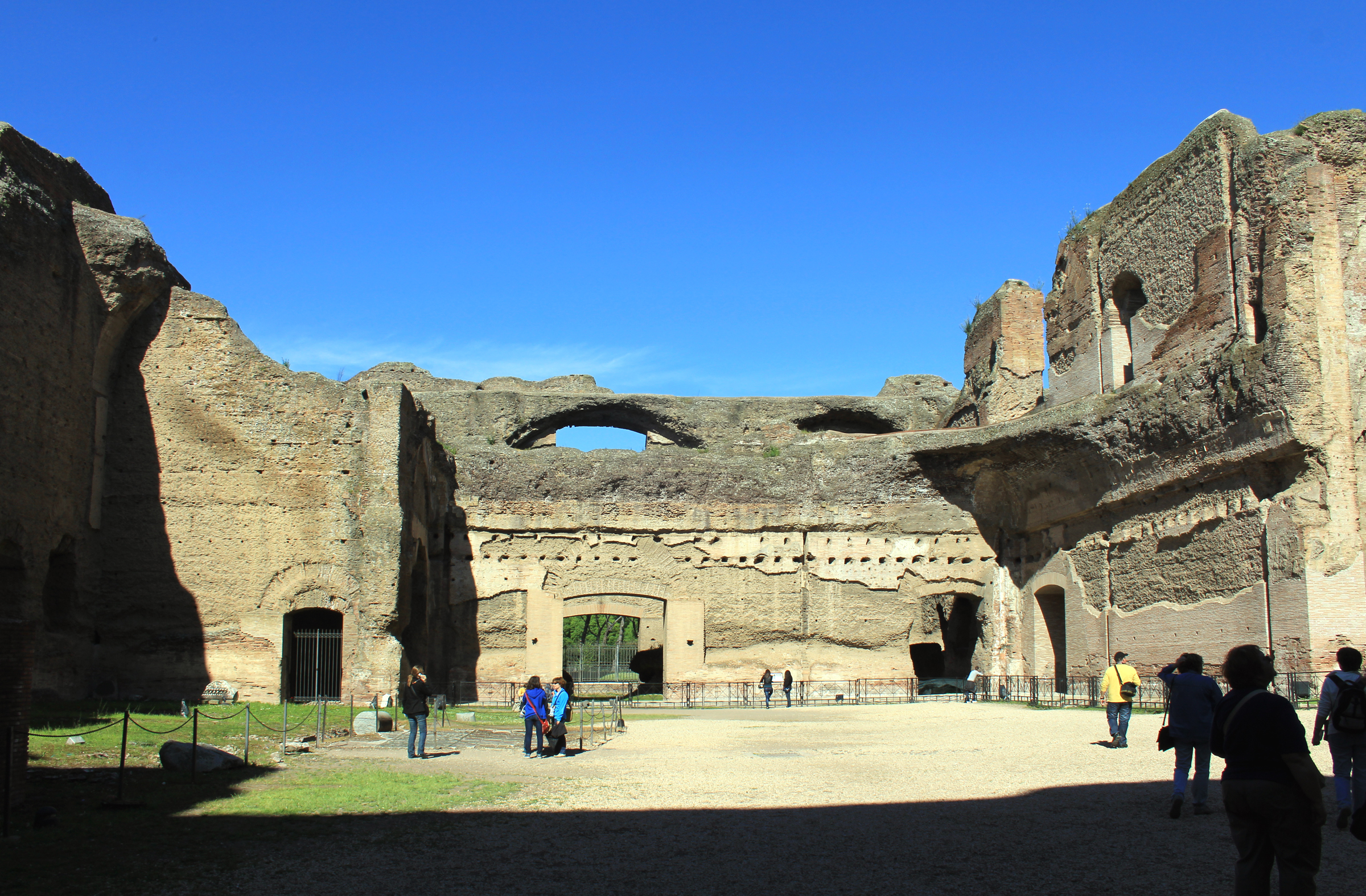
Palestre côté Est, cour intérieure
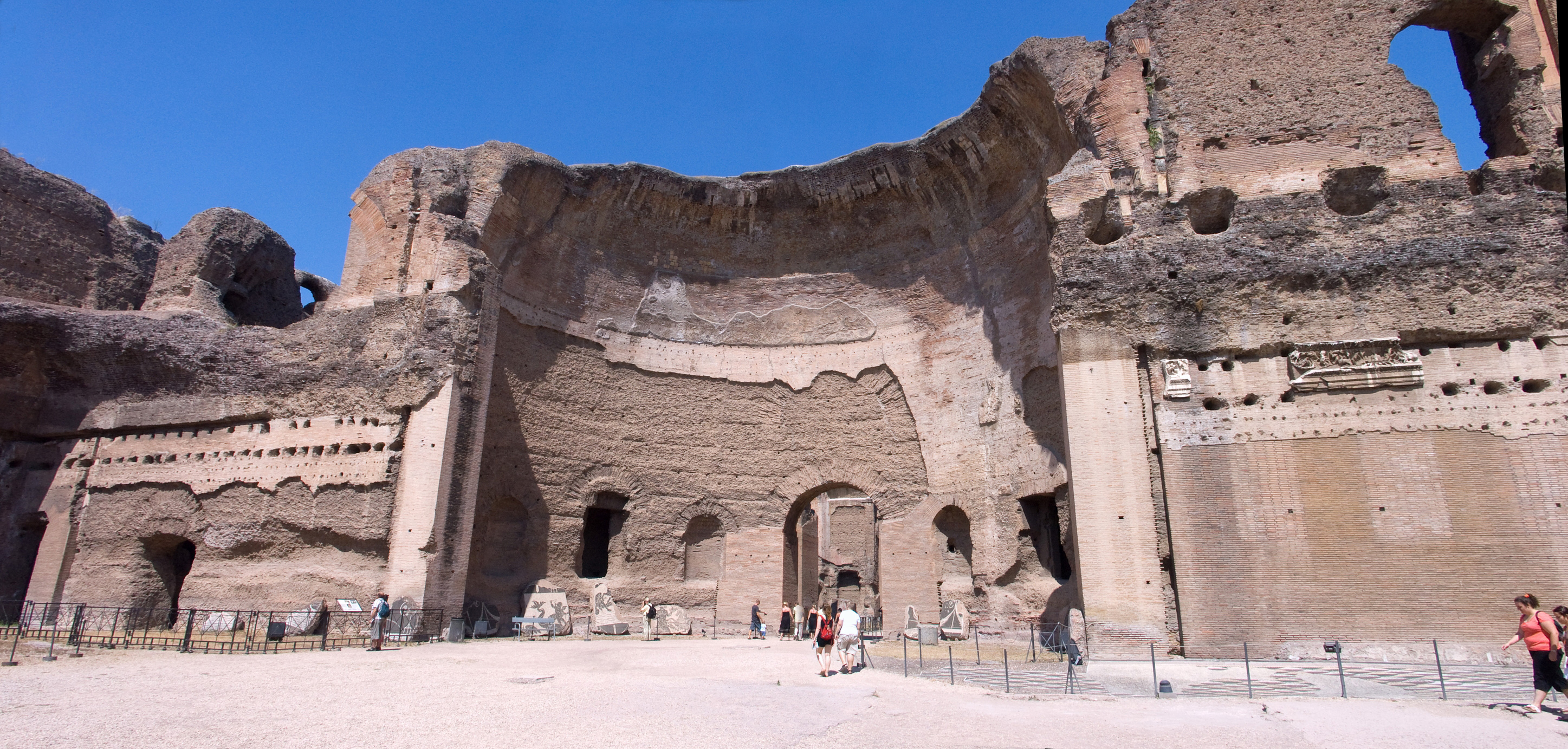
Palestre Est, entrée arrondie desservant le frigidarium
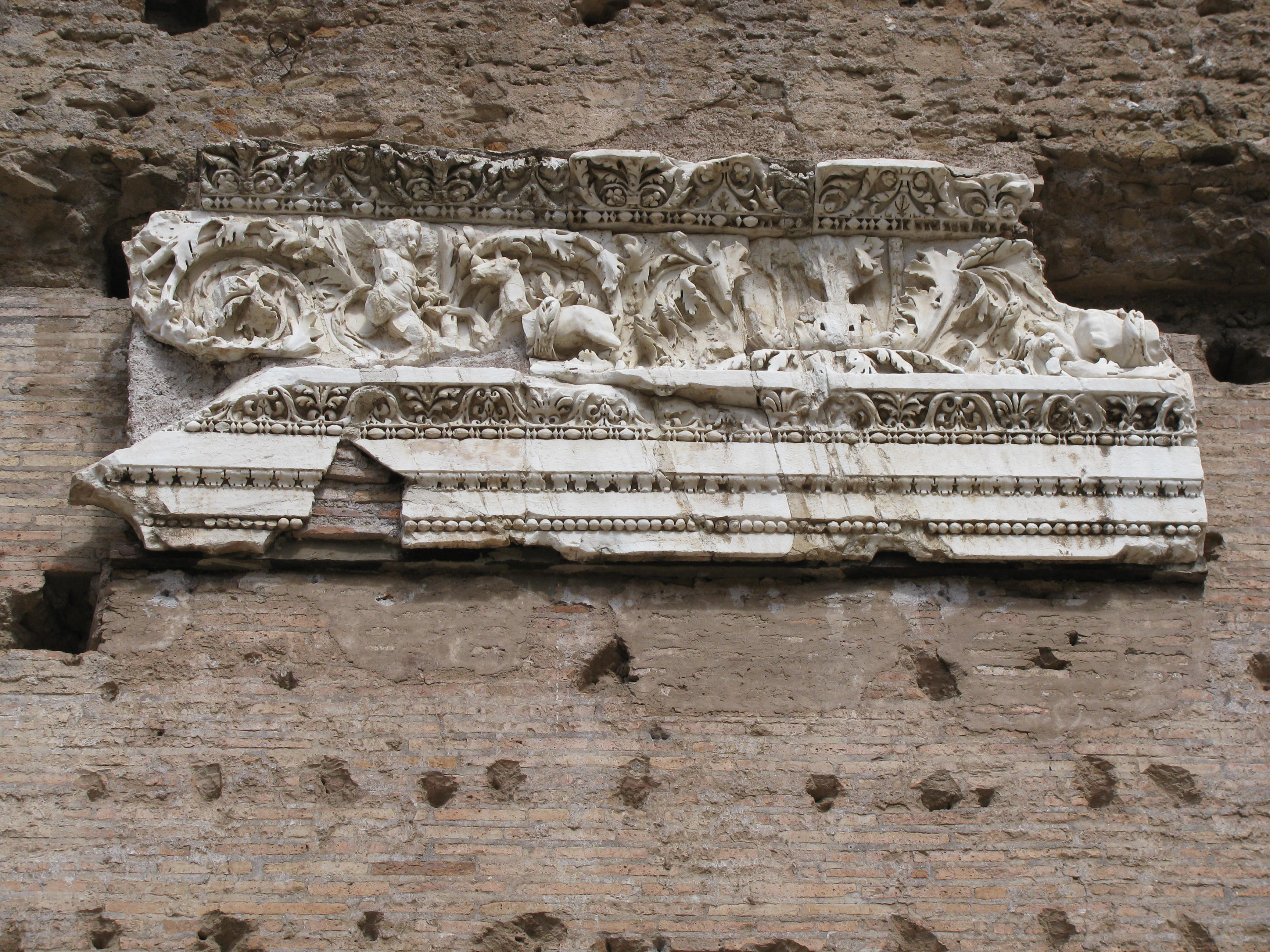
Mur de la palestre Est, détail d'une frise
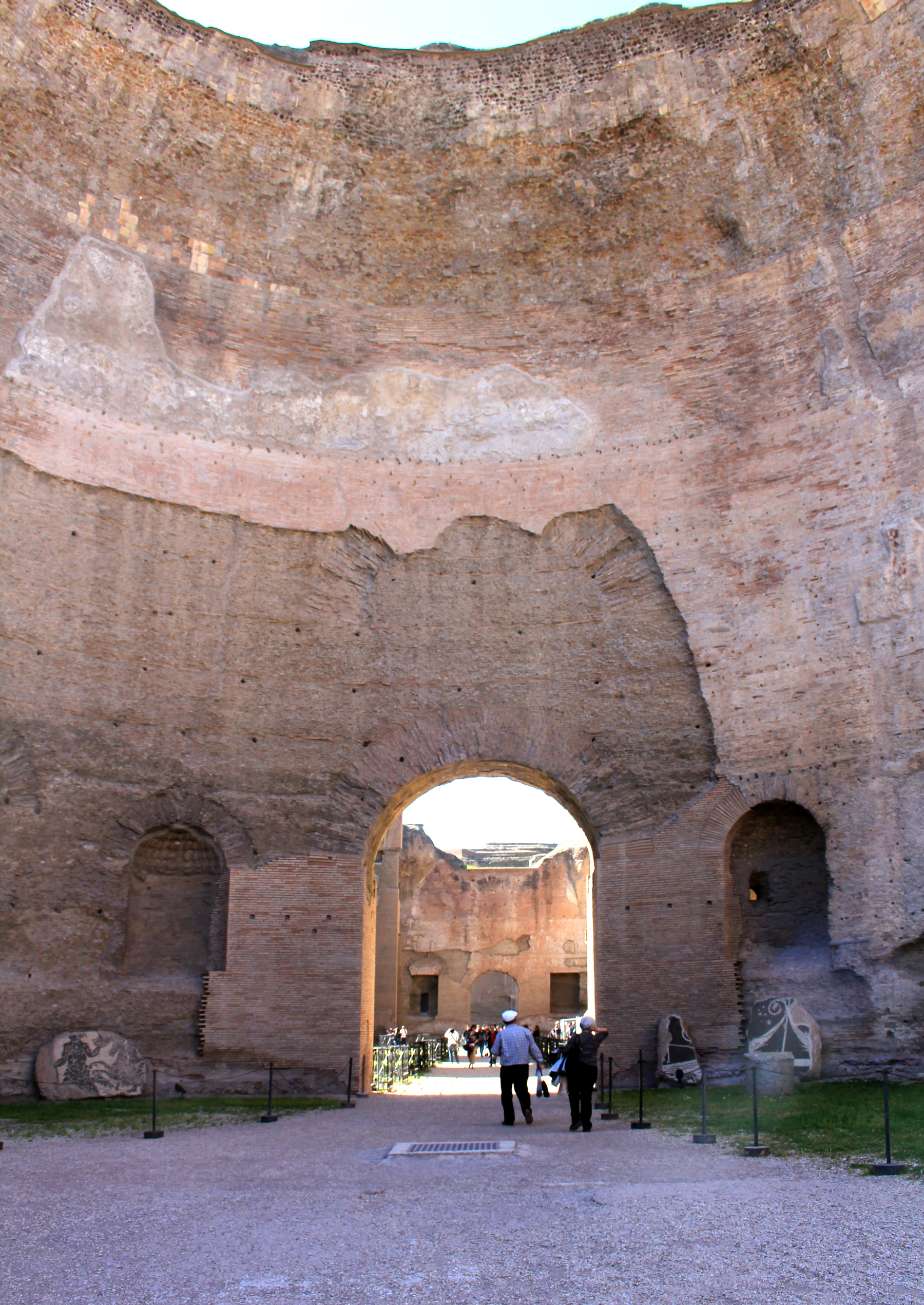
Piliers massifs, uniques vestiges du caldarium. En arrière-plan, les arcades du frigidarium

## Construction: ruines et hypothèses

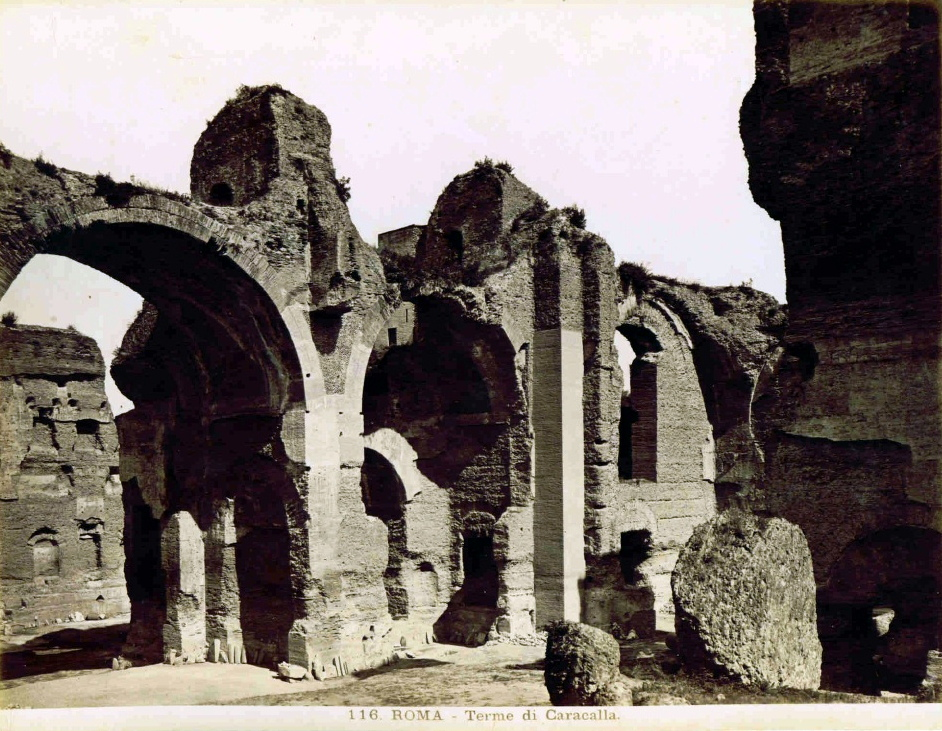
Les Thermes,
photo de Domenico Anderson (avant 1938).

Les ruines sont dans un bon état de conservation, à l'exception du caldarium, complètement rasé. On y reconnaît les vastes salles nommées exedrae amplissimae, où la voûte plane était supportée par des barres de bronze. On y voit les restes du stade, de la grande cour environnée de portiques ; des exèdres en forme d’hémicycles, pour les discussions philosophiques ; des salles circulaires pour les bains chauds (caldaria). Il semblerait que tout le voûtement du caldarium ait été fait d’une charpente métallique noyée dans la maçonnerie d’une coupole surbaissée.
Les hauts murs (plus de 20 m) forment des massifs de béton particulièrement imposants et épais, pour éviter l'influence des températures extérieures et soutenir la poussée des voûtes. Ils sont en opus caementicium (moellons noyés dans un mortier fait d’un mélange de chaux et de différents matériaux, appelés agrégats) et coulés entre des parements de brique rouge. Les murs porteurs entre le frigidarium et la piscine, zone non couverte et donc dépourvue d'un toit capable de contrebuter la voûte du frigidarium, sont renforcés, constituant de véritables contreforts.
Plusieurs styles de toits sont possibles : plats, à double pente, chiens assis, coupole ou demi-coupole. Les toits sont en tuiles (tegulae), sauf dans la salle du caldarium, couverte d'une coupole.
C'est l'utilisation de la brique, matériau léger, du béton et de la voûte d'arête qui a permis de construire et de couvrir des bâtiments aussi vastes. En août 2005, les archéologues ont retrouvé le lieu de fabrication des briques employées pour la construction des monuments romains les plus prestigieux (Colisée, Panthéon, thermes de Caracalla…) Il est localisé à Mugnano, à 80 km au nord de Rome. La fabrique était celle des frères Domitius Tullus et Lucanus, dont la marque caractéristique se retrouve sur les briques sorties de leurs ateliers.
D’après Pierre Gros, spécialiste de l'architecture antique, le chantier a vraisemblablement été organisé en grandes terrasses : les remblais, nécessaires pour égaliser le terrain en pente, ont été utilisés systématiquement. Pendant la construction des murs, le niveau de la terre rapportée s’élevait lui aussi jusqu’aux voûtes, ce qui explique l’absence de trous de boulins dans les parois jusqu’à environ 20 m au-dessus du sol ; on a ainsi obtenu pour la mise en place des couvrements un plan de chantier solide qui a évité de périlleux et coûteux échafaudages ; on évacuait ensuite les équipements, matériaux et outils nécessaires à l’opération par les vastes ouvertures sous arcade ou coupole, avant même de procéder à l’élimination des remblais. Enfin, l’essentiel du travail de finition s’organisait du haut vers le bas en suivant l’abaissement du terre-plein.
Ces méthodes, simples, mais efficaces, expliquent que quelques années aient suffi pour élever de telles masses.

## Décoration intérieure

### Décor et matériaux

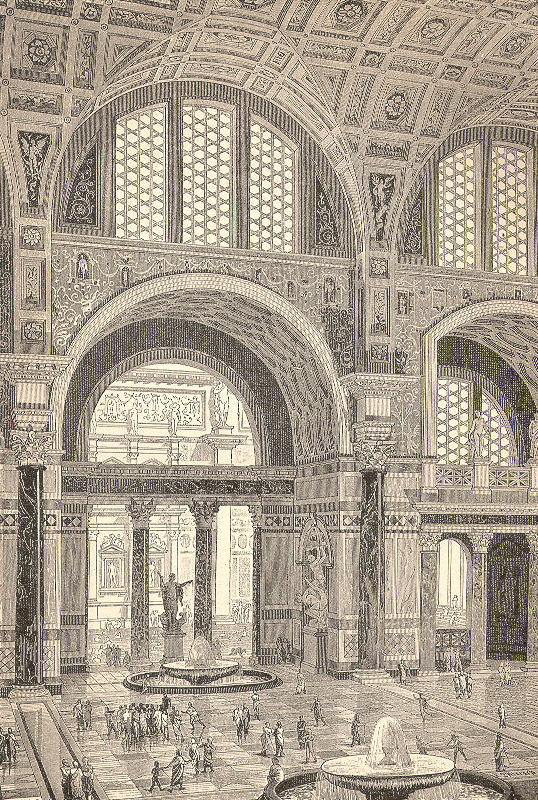
Restitution des Thermes par Tiersch (1899).

Les thermes sont aussi des bâtiments esthétiques. Du point de vue de la décoration, l’édifice a été achevé par les deux derniers empereurs de la dynastie des Sévères, Élagabal et Alexandre Sévère. D’un aspect extérieur très sobre, ces thermes étaient richement décorés à l’intérieur. Des fouilles ont été entreprises sur ce site dès le XVIe siècle par le cardinal Farnèse lors de la construction de son palais. Au XIXe siècle, on a découvert de magnifiques statues, vasques, mosaïques, colonnes et chapiteaux.
On peut regarder les thermes comme les constructions dans lesquelles les Romains, vainqueurs du monde ont déployé le plus de luxe et de magnificence. Les chefs-d'œuvre de tous les arts ont concouru à l'embellissement de ces lieux ; on sait que le groupe du Laocoon a été découvert dans les thermes de Titus, et que des ruines des thermes de Caracalla sont sorties des œuvres célèbres. Les salons principaux étaient revêtus de marbre et ornés de bronze doré. Les murs étaient couverts de marbre de couleur et les plafonds étaient probablement décorés de peintures ; le pavé de presque toutes les salles était orné de mosaïques, les bassins et les palestres étaient décorées de statues et de fresques ; enfin certaines baignoires étaient creusées dans les marbres les plus précieux, les autres étant exécutées en basalte, en granite, en porphyre et en albâtre. Aux thermes de Caracalla, on ne comptait pas moins de mille six cents sièges de marbre.

### Statues des thermes de Caracalla
Des fouilles archéologiques entreprises à différentes époques ont mis au jour de nombreuses œuvres d’art, surtout à l'époque du pape Paul III Farnèse (1534-1549) :
- le fameux groupe du Taureau Farnèse, par Apollonios et Tauriscus de Tralles, représentant le supplice de Dircé, liée par Amphion et Zéthos à un taureau pour se venger de l'outrage dont avait été victime leur mère Antiope.
- la statue colossale d’Hercule Farnèse, réalisée par l’Athénien Glycon largement inspirée d’une œuvre grecque de Lysippe. Hercule y est représenté reposant sur sa massue recouverte en partie de la peau du lion, et il tient à la main les pommes du jardin des Hespérides.
- Flore Farnèse, œuvre inspirée par l’école attique du IVe siècle av. J.-C. (copie ?)
- Un héros grec avec enfant, ou Groupe statuaire représentant Néoptolème et Astyanax, époque romaine, début du IIIe siècle.

(Toutes ces statues sont conservées au musée national de Naples.)
- le Torse du Belvédère, chef-d'œuvre du grec Apollonios.
- Manderscheid pense qu’un nymphée monumental se trouvait dans le mur nord-ouest de la natatio.
- une Vénus.
- une Bacchante.
- un groupe d'Atrée et Thyeste.
- un Hermaphrodite.
- une Minerve.
- quelques bustes des Sévères.

Quelques œuvres d'art exposées dans les thermes
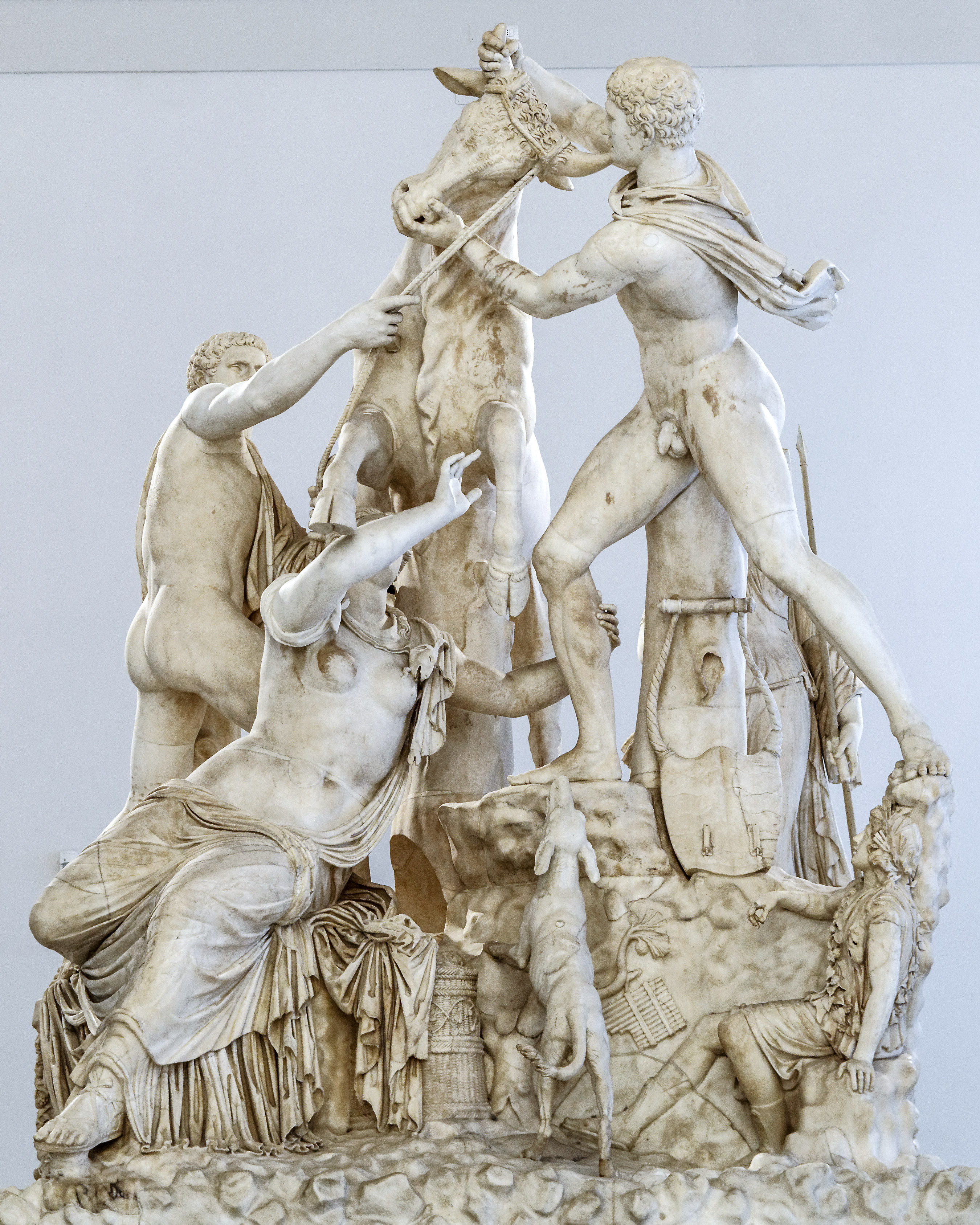
Taureau Farnèse.
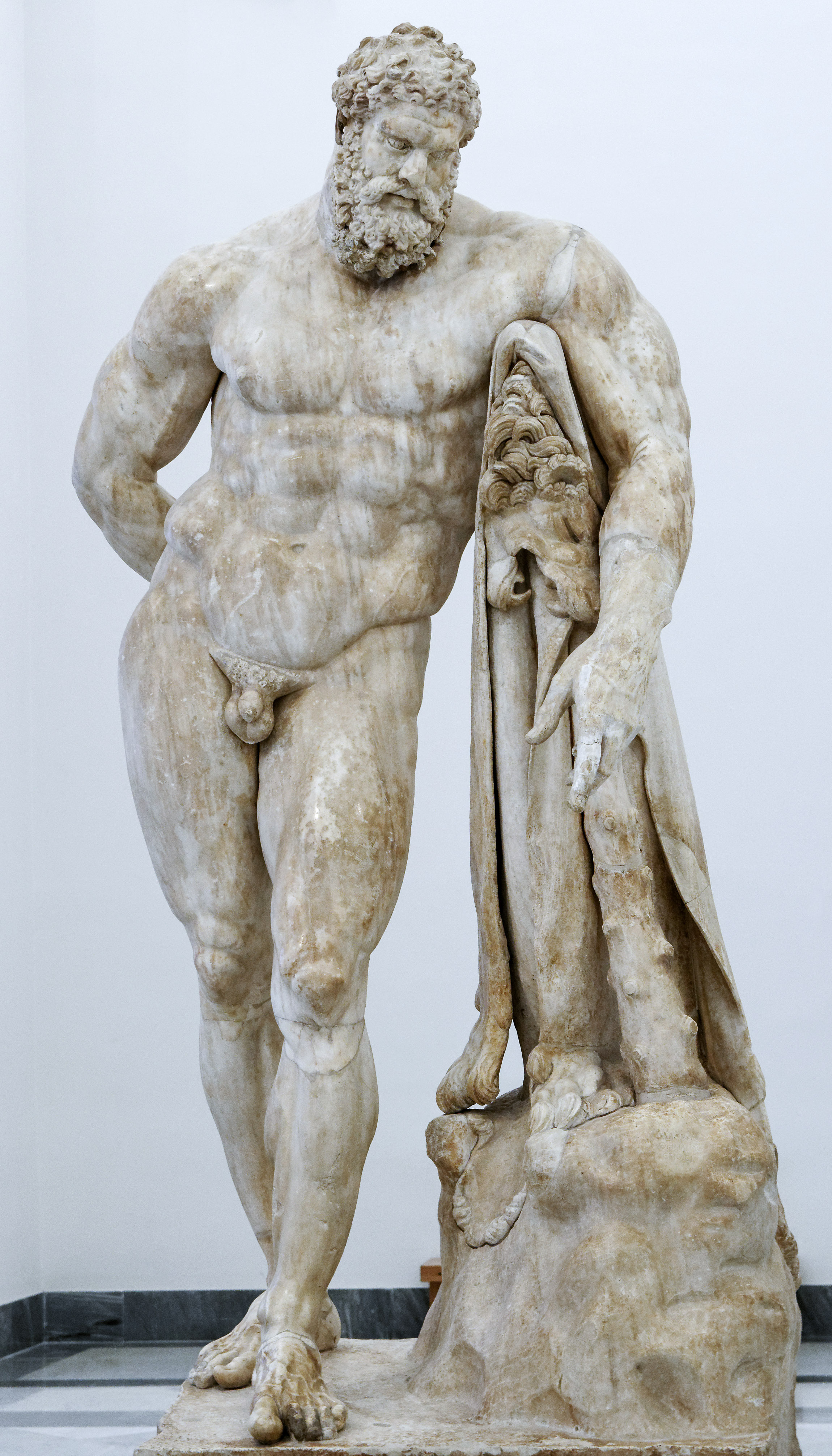
Hercule Farnèse.
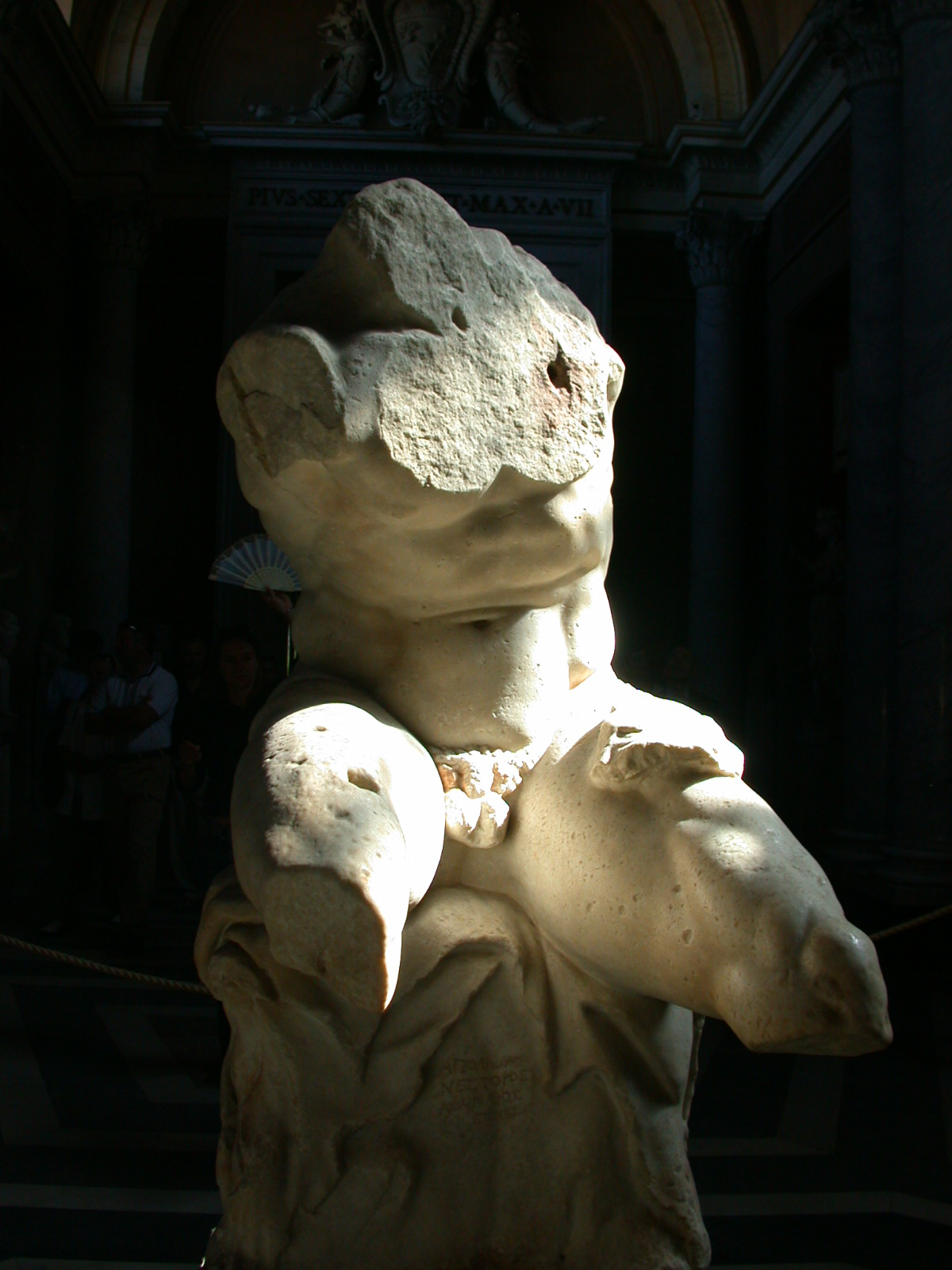
Torse du Belvédère.

### Mosaïques

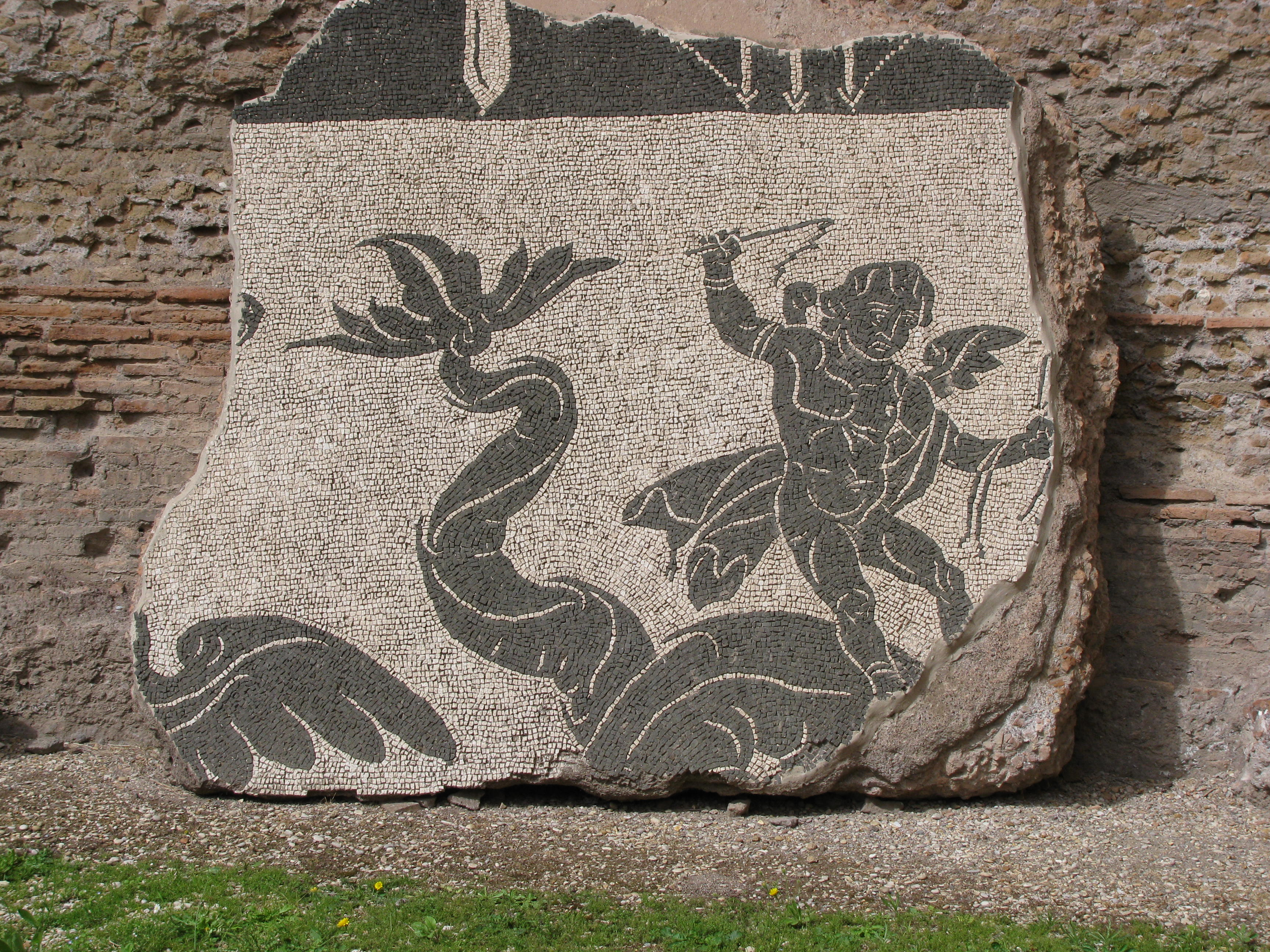
Détail d'une mosaïque.

Les thermes de Caracalla étaient décorés de riches mosaïques : parmi elles, on a retrouvé la célèbre mosaïque sur laquelle ont été reproduits différents athlètes vêtus de leurs costumes caractéristiques, nantis de leurs agrès de compétition et tenant près d'eux les prix de leurs victoires. Elle fut découverte durant les fouilles de 1824 dans les exèdres des palestres et transféré au Musée du Vatican.
D’autres mosaïques, bicolores, figurent des dauphins, des divinités aquatiques, des animaux, des figures humaines ou des dessins géométriques.

### Temple - objets divers
Parmi les objets et éléments importants retrouvés aux thermes, on peut citer :
- deux baignoires de marbre gris égyptien de la place Farnèse, ainsi que celles qui embellissent la Cour du Belvédère au Vatican
- La dernière colonne entière transportée sur la Place de la Trinité à Florence en 1563 : large socle, base à 2 tores, fût monolithe lisse, etc.

Les souterrains fouillés au début du XXe siècle présentent également un grand intérêt : là se trouvaient les pièces de service nécessaires au bon fonctionnement de l’établissement et c’est dans un de ces souterrains, sous la grande exèdre nord-ouest, que se révéla un Mithraeum, temple à Mithra, le plus imposant de Rome.

## Fonctionnement des thermes romains

### Eau, aqueduc, chauffage
L’aqueduc est vital au fonctionnement des thermes : l'Aqua Antoniniana, dérivation spéciale de l'Aqua Marcia, apporte l’eau nécessaire dans d’énormes citernes (64 en tout, d’une capacité de 80 000 litres chacune) situées au-dessus du niveau des Thermes afin de maintenir une pression suffisante pour alimenter les différents bassins. L’enceinte extérieure entourait un plateau artificiel sous lequel se trouvent les locaux et les circulations de service (chaufferies, réserves de combustibles…). L’eau est ensuite distribuée dans différentes chambres qui alimentent chacune une partie bien déterminée des bains.
Ce flux est réglé par un grand réseau de galeries et de tuyauteries souterrain ; on avait la place pour passer avec un char. Le chauffage se fait par un foyer souterrain, l’hypocauste, qui propulse de l’air chaud sous les sols et à l’intérieur des murs constitués de piliers en brique.
L’eau, chauffée dans une chaudière au sous-sol (præfurnium), située au-dessus du foyer alimenté avec du charbon de bois, entretenu par des esclaves, arrive dans les bains par un système de tuyauteries. Des passages souterrains voûtés permettent aux esclaves d’entretenir le système de chauffage. L’air chaud circule sous les bains surélevés par des piliers de briques, de l’air chaud circule aussi dans les murs par des conduits en briques creuses. Les bains les plus chauds comme le caldarium sont les plus près du præfurnium, ils peuvent ainsi chauffer jusqu’à 30 °C, les bains plus froids étant plus éloignés. Pour les parties comme le sudatorium (extrêmement chaud) les bassins étaient métalliques et contiennent du charbon de bois ardent, la température de l’eau est alors portée à 60 °C. Les baigneurs portent alors des sandales de bois pour ne pas se brûler le dessous des pieds.

### Circuit balnéaire
Les Romains aimaient se retrouver en fin d'après-midi aux thermes pour s’y baigner, prendre des bains de vapeur et faire de l’exercice. À son arrivée, le Romain se rendait à l’apodyterium, le vestiaire. C’était une salle carrée flanquée de chaque côté de deux petites pièces probablement voûtées en berceau. Là il laissait ses vêtements dans une niche qu’il confiait à la surveillance d’un esclave. Il se situe dans le couloir autour de la palestre qui comprend aussi des baignoires et des latrines.
Les médecins romains avaient élaboré toute une succession d'étapes pour le bain : d'abord les exercices physiques pour échauffer le corps à la palestre (gymnase) : jeux de balles, course à pied, haltérophilie, lutte… La palestre comprend une piscine et un jardin entouré par de vastes péristyles soutenant un mur orné de fresques.
Ceux qui n’aiment pas l’effort physique vont directement dans le caldarium, immense rotonde coiffée d'une coupole appuyée sur huit piliers. Les fenêtres entre les piliers laissent entrer à flots la lumière de l'après-midi. La température atteignait probablement 50 ou 55 °C. Le caldarium est composé de deux parties : le bain chaud et le laconium ou le sudatorium qui étaient des pièces annexes à chaleur sèche destinées à activer la transpiration. Pour éliminer la sueur, la saleté et les peaux mortes, on se racle la peau avec un strigile (grattoir courbe). On puise de l’eau fraîche dans le labrum (grande vasque centrale) puis on va s’immerger dans un des bassins latéraux.
On passe ensuite dans une salle plus petite, le tepidarium pour y prendre un bain tiède, très reposant. Cette salle constitue un sas qui prépare l’entrée dans le frigidarium, grande salle fraîche et voûtée, flanquée de bains froids. De là, on peut terminer en nageant dans la piscine découverte. À côté de ces espaces principaux, on trouvait les chambres pour les bains privés, les cours de service, des petites pièces pour l'entreposage des huiles et des sables, et les chambres ouvertes pour des bains de soleil. À la sortie de l’eau, on se fait masser, éventuellement épiler et parfumer. Les thermes de Caracalla étaient aussi équipés d’une douche appelée lavatio.

## Fin des thermes et redécouvertes
Restaurés plusieurs fois sous Aurélien, sous Dioclétien et sous Théodoric le Grand au début du VIe siècle, les thermes de Caracalla cessent de fonctionner en 537 apr. J.-C., lorsque Vitigès et ses Ostrogoths assiègent Rome et détruisent l'aqueduc qui l’alimente.
Par la suite ils tombent en ruines après les incursions des Sarrasins au IXe siècle. Au Moyen Âge, ils deviennent un cimetière pour les pèlerins décédés lors de leur voyage à Rome, puis une carrière de marbre et de briques pour les églises et les palais romains.
À partir du XVIe siècle, on en extrait des œuvres d'art, dont le fameux Taureau Farnèse, l'Hercule Farnèse et Flore Farnèse, trois grandes statues recueillies dans la collection Farnèse. Les premières fouilles systématiques commencent en 1824, dégageant le sol au niveau des mosaïques, dont la mosaïque des Athlètes conservée au Musée Pio Cristiano du Vatican, et récupérant les grandes vasques en granit. En 1901 et en 1912, les souterrains sont peu à peu dégagés, exploration qui culmine avec la découverte du Mithraeum en 1938.

Quelques œuvres découvertes dans les ruines des thermes
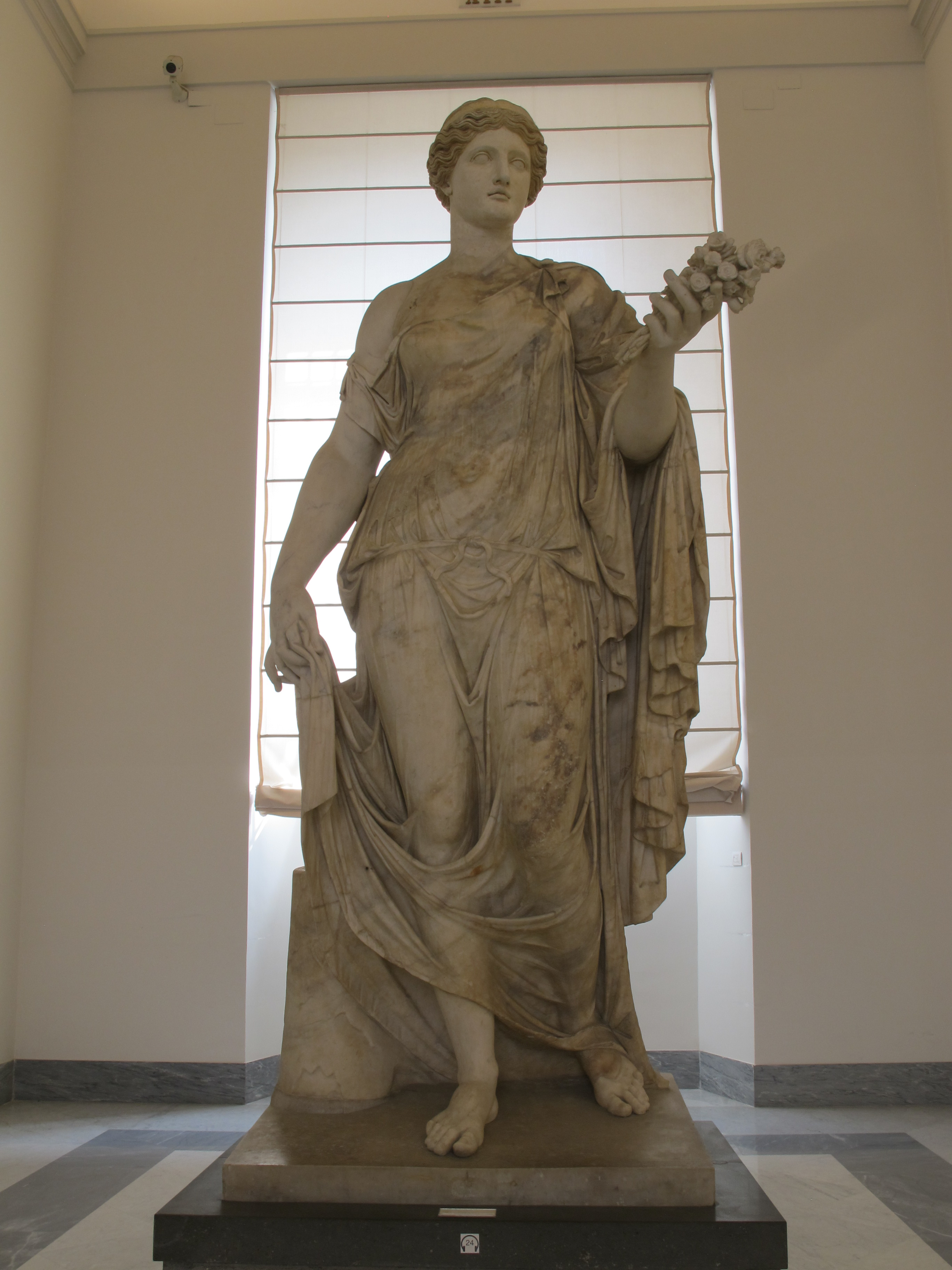
Flore Farnèse, Musée archéologique de Naples
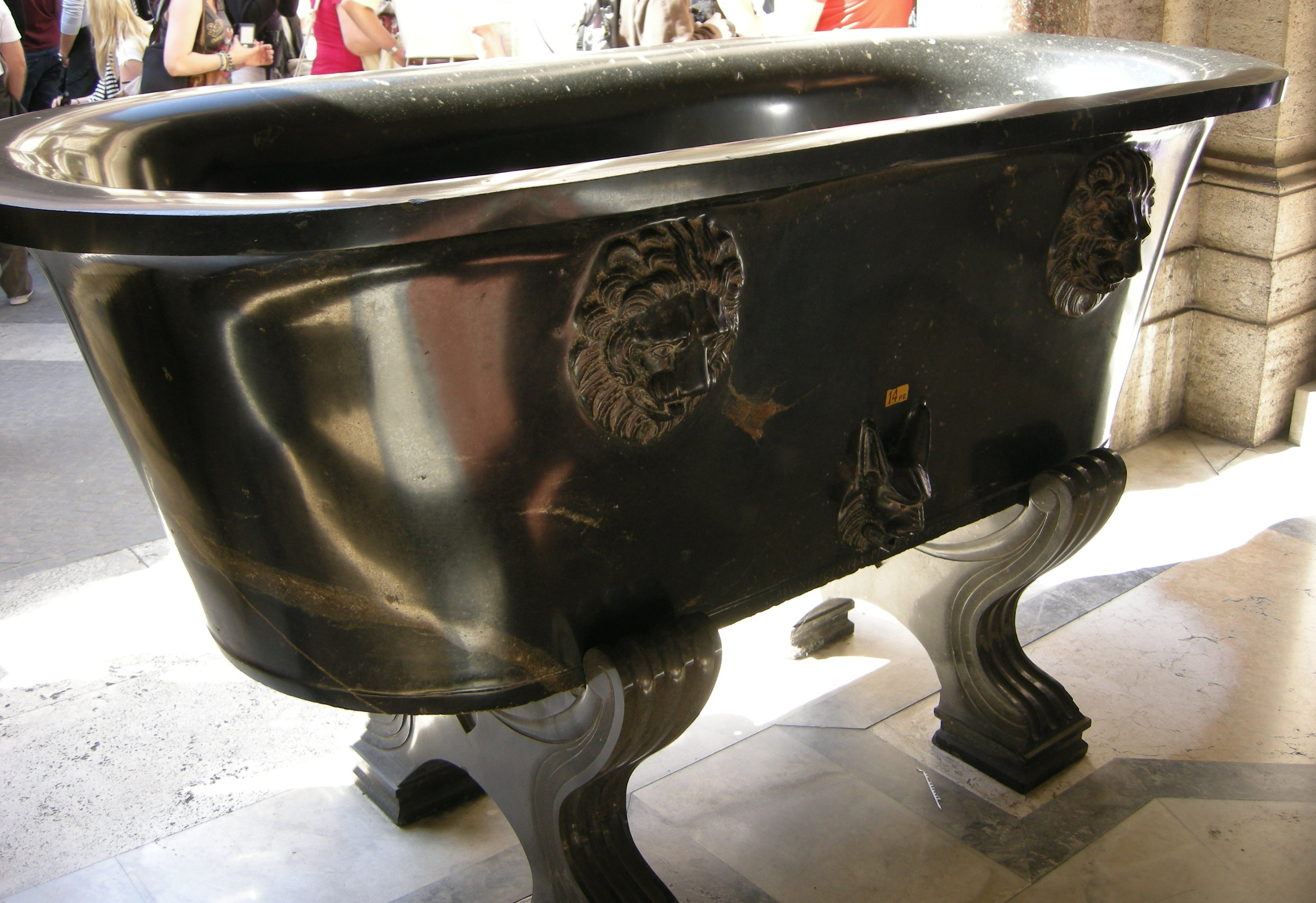
Baignoire en granit noir - Musée Pio Cristiano, Vatican
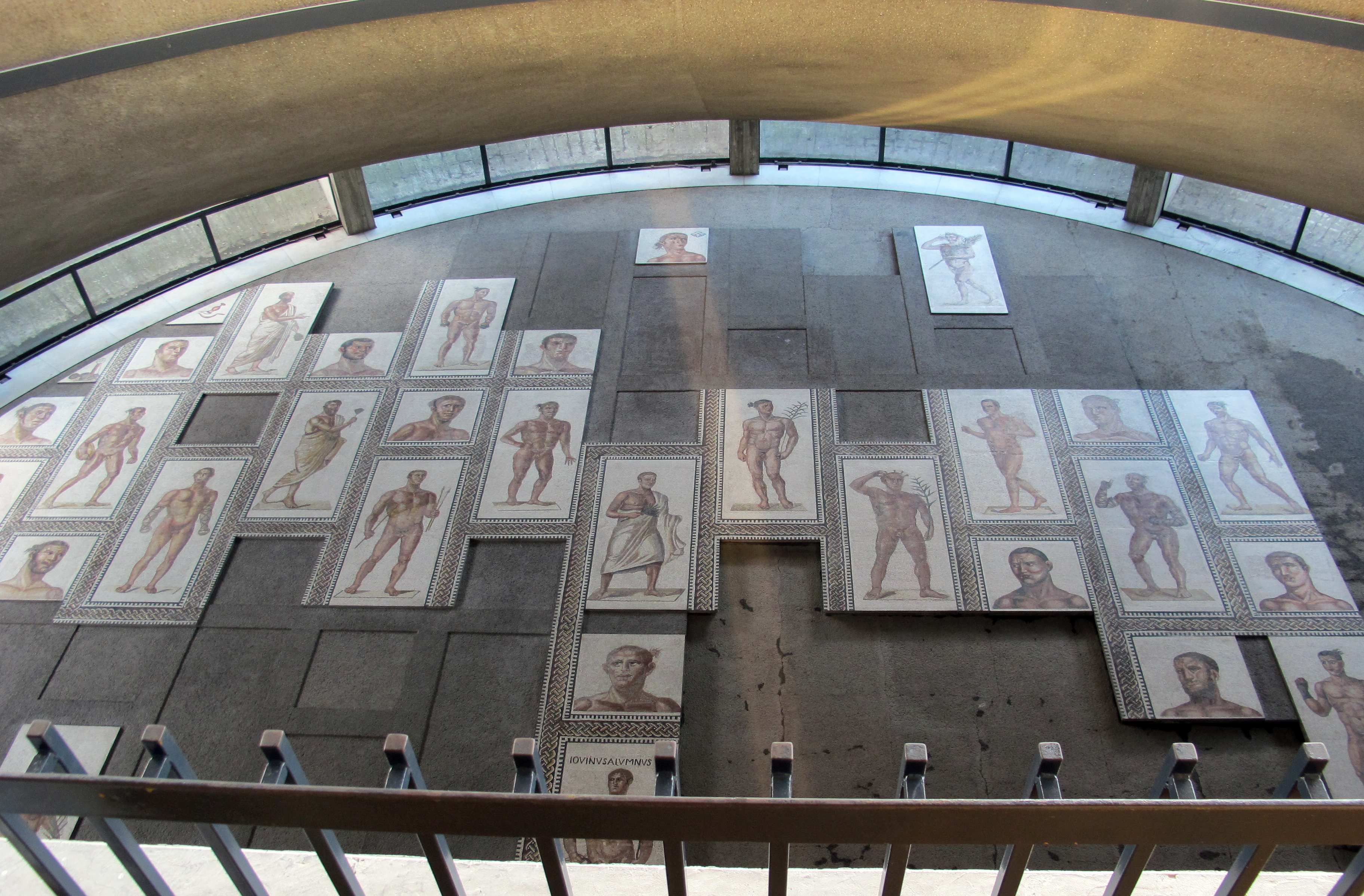
Mosaïque des Athlètes - Musée Pio Cristiano, Vatican
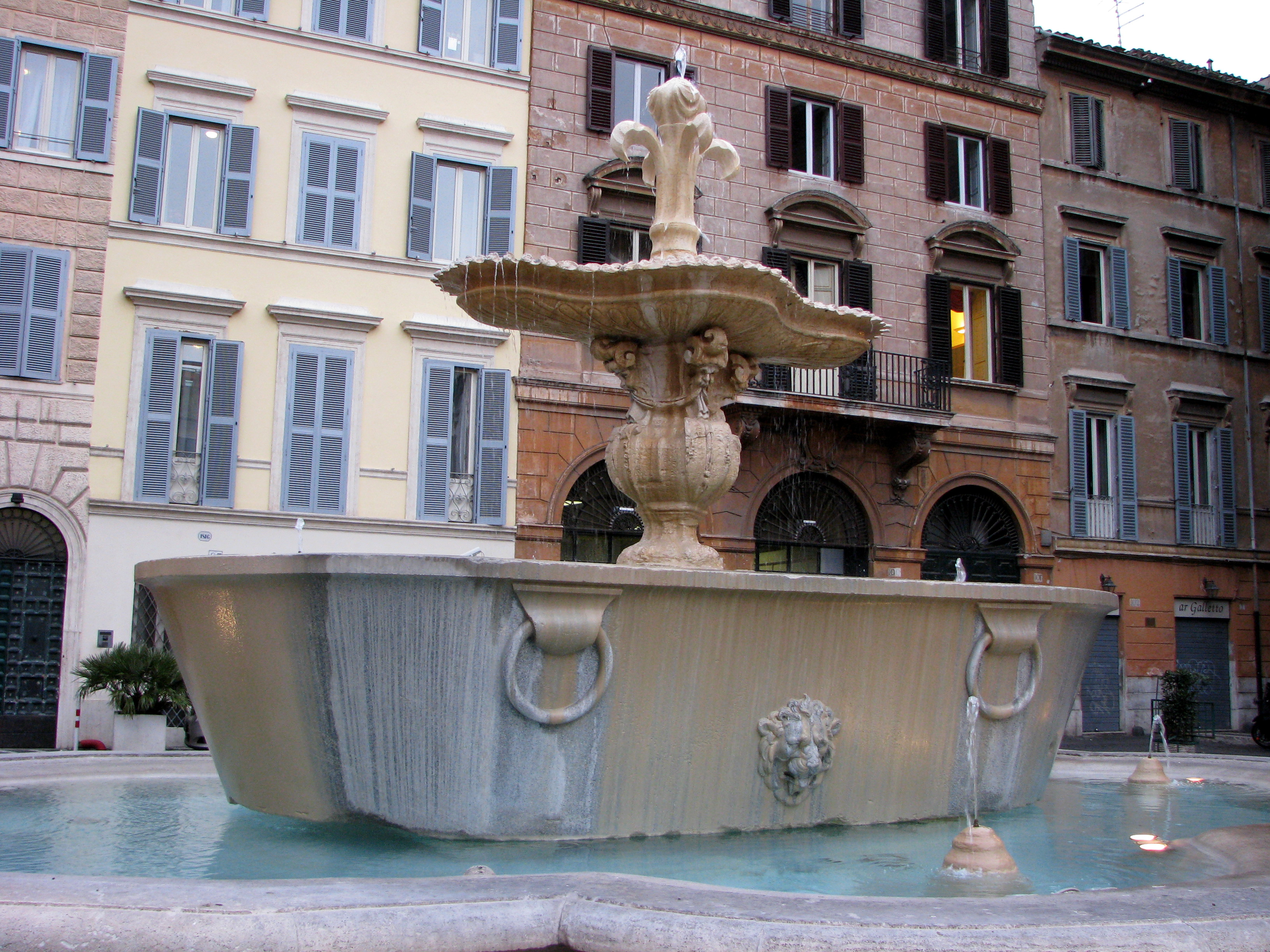
Vasque des thermes de Caracalla, place Farnèse, Rome

## Conclusion

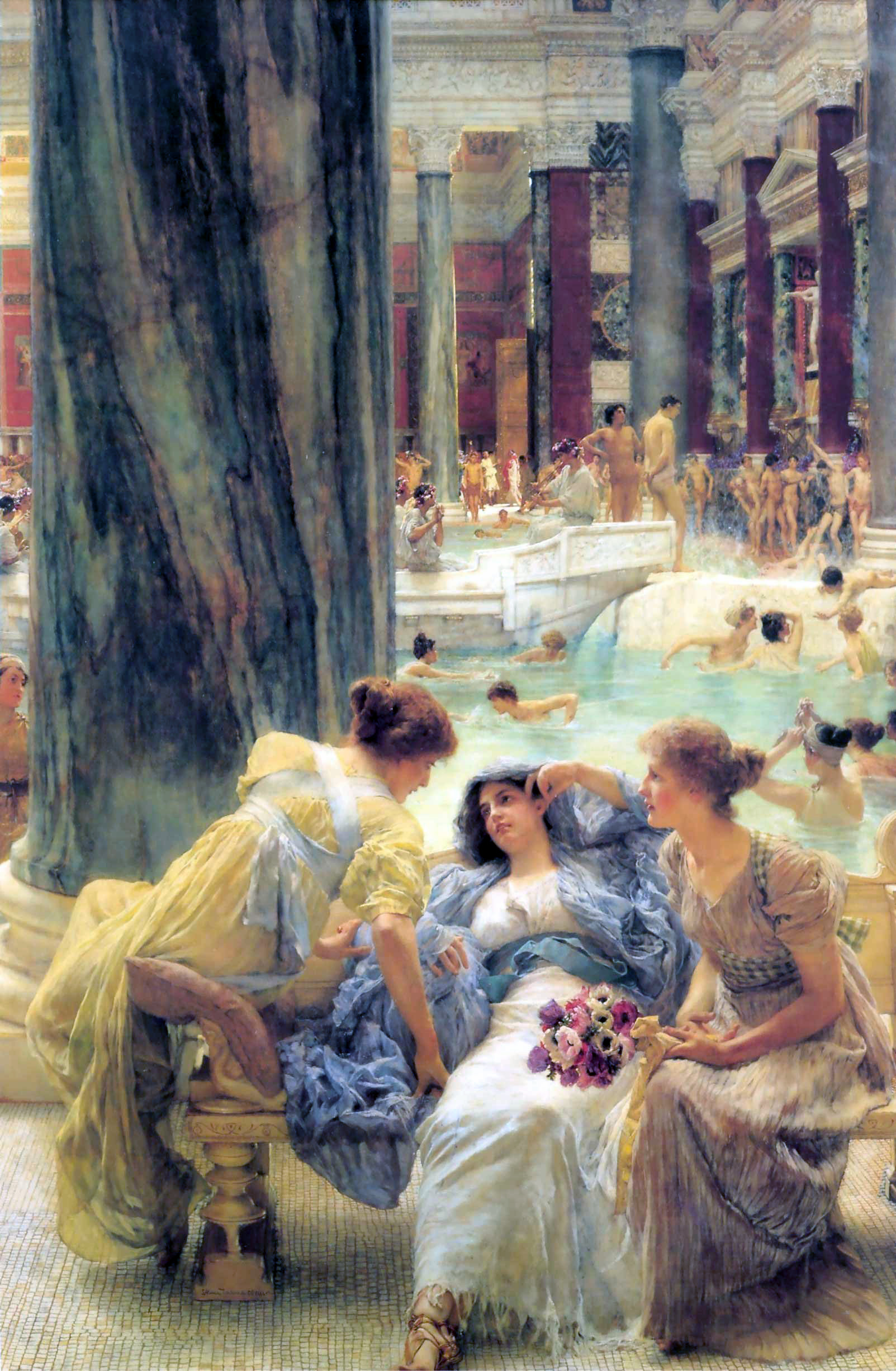
« Les bains de Caracalla », de Lawrence Alma-Tadema.

Les Thermes de Caracalla sont, parmi les nombreux grands établissements thermaux de l'époque impériale, ceux qui nous sont parvenus dans les meilleures conditions. Les ruines montrent encore bien la répartition des pièces, bien que dépouillées de leurs marbres et de leurs décorations, l'établissement offre un exemple important des caractéristiques de l'architecture romaine : plan axial, symétrie et fonctionnalisme. C’est sans doute l’édifice thermal le mieux conservé et le plus luxueux de l’époque impériale.
Sous l’Empire, les thermes se multiplient. Il en fleurit partout dans les villes. On en recense 70 à la fin du Ier siècle av. J.-C., et plus d’un millier deux siècles plus tard. Les thermes de Caracalla ne sont donc pas un projet autonome, mais s’inscrivent dans un large mouvement de construction. Ce qui structure la ville romaine, ce n’est pas son plan, mais bien la présence dans tout l’empire de monuments comme les thermes grâce à sa portée sociale.
Cet ensemble, inspiré des thermes de Trajan, est donc à la fois représentatif d’un certain type de thermes et original : par sa taille d’abord, qui préfigure l’immensité des thermes de Dioclétien, par la richesse de son décor et les techniques de construction employées.
Les thermes romains sont les précurseurs de ceux que nous employons aujourd’hui, mais la définition a changé puisqu’on parlera plutôt maintenant d’établissement thermal où l’on fait une cure, où l’on vient prendre des eaux ayant des vertus médicinales. Il est devenu un lieu relativement coûteux et épisodique, en opposition avec la véritable pratique sociale quotidienne de ces lieux complets et particulièrement représentatifs de la vie romaine.

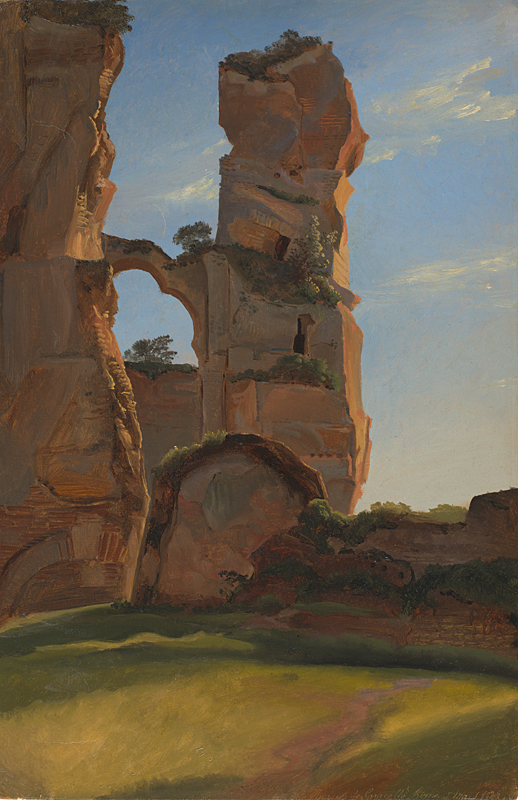
Attribué à Théodore Caruelle d'Aligny, Colonne en ruine dans les thermes de Caracalla, 1824-27.

### Classification
D. Krencher, R. Rebuffat et I. Niesen ont classifié les thermes en fonction de leur plan et de l’itinéraire qu’ils imposent à l’utilisateur. Les thermes de Caracalla sont classés IX, petits et grands thermes impériaux caractérisés par un double circuit en boucle et une disposition axiale du frigidarium, du tepidarium de sortie et du caldarium avec un dédoublement des salles intermédiaires.

Vues panoramiques des ruines
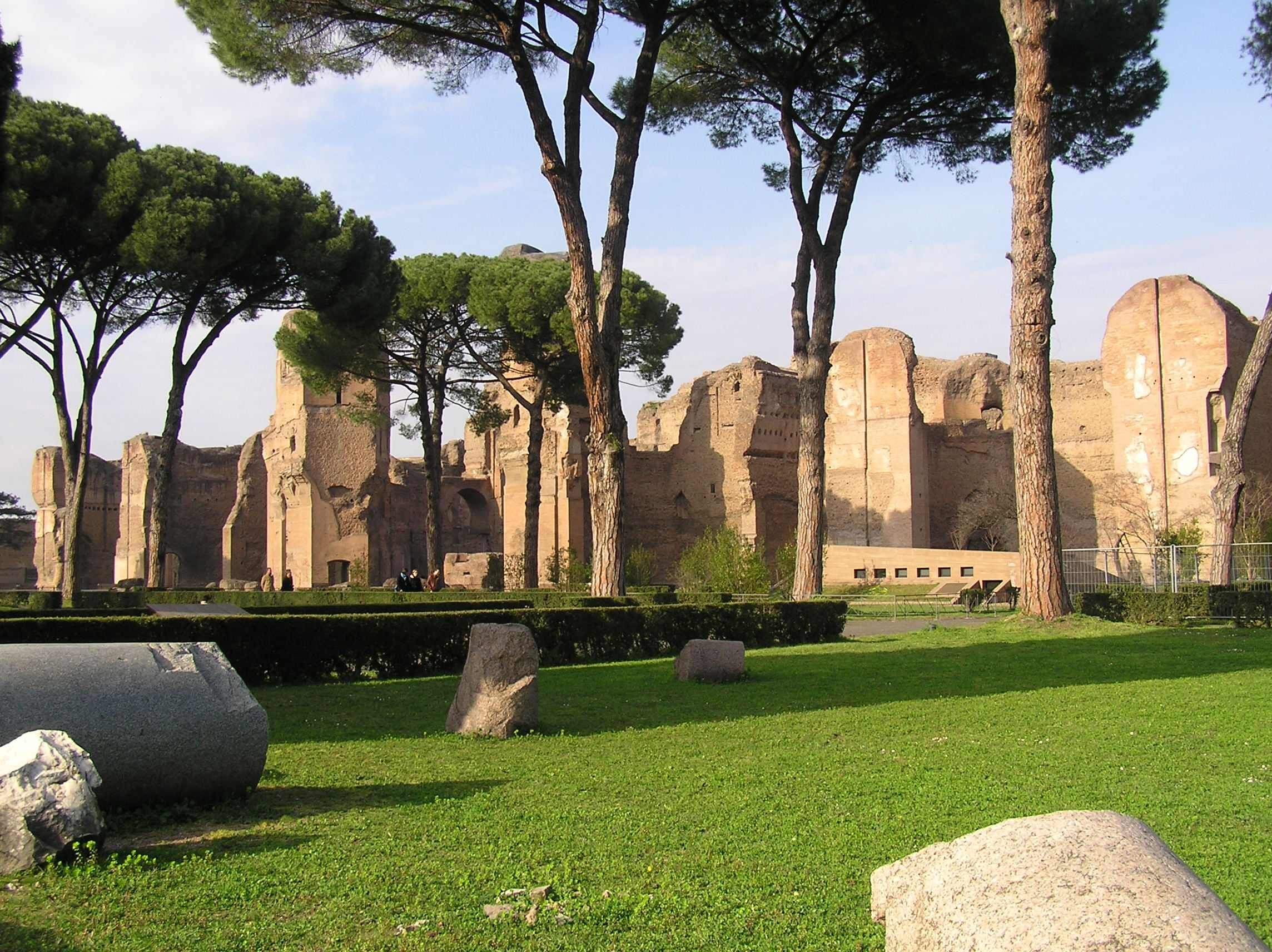
Vue d'ensemble de la façade sud
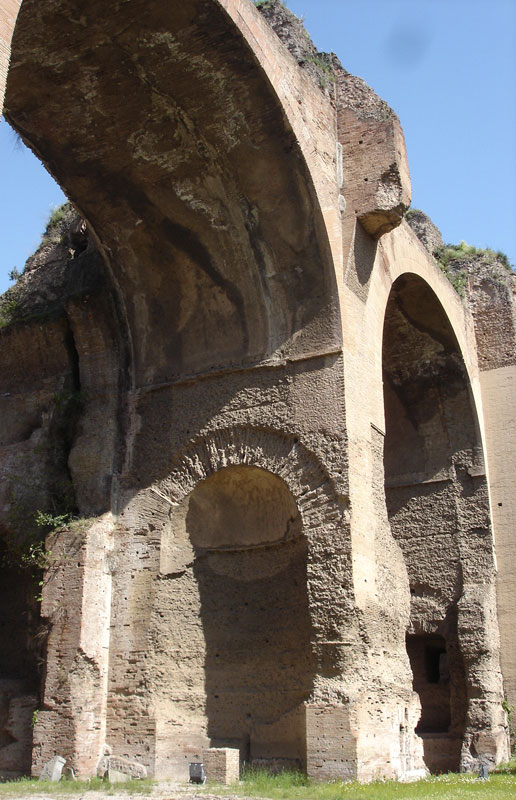
Arcades du frigidarium
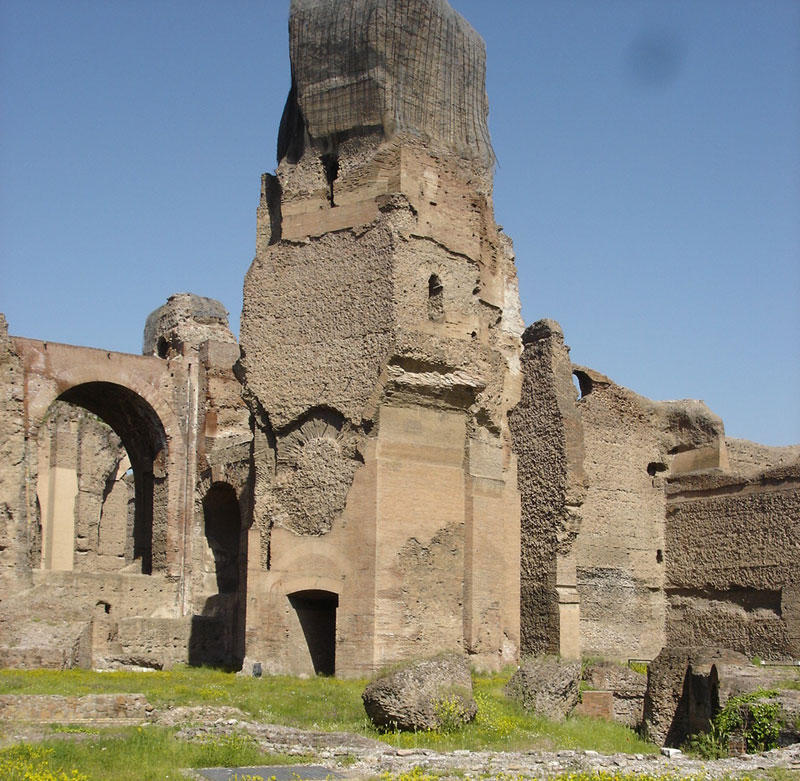
Passage entre le tepidarium (à gauche) et le caldarium (à droite)
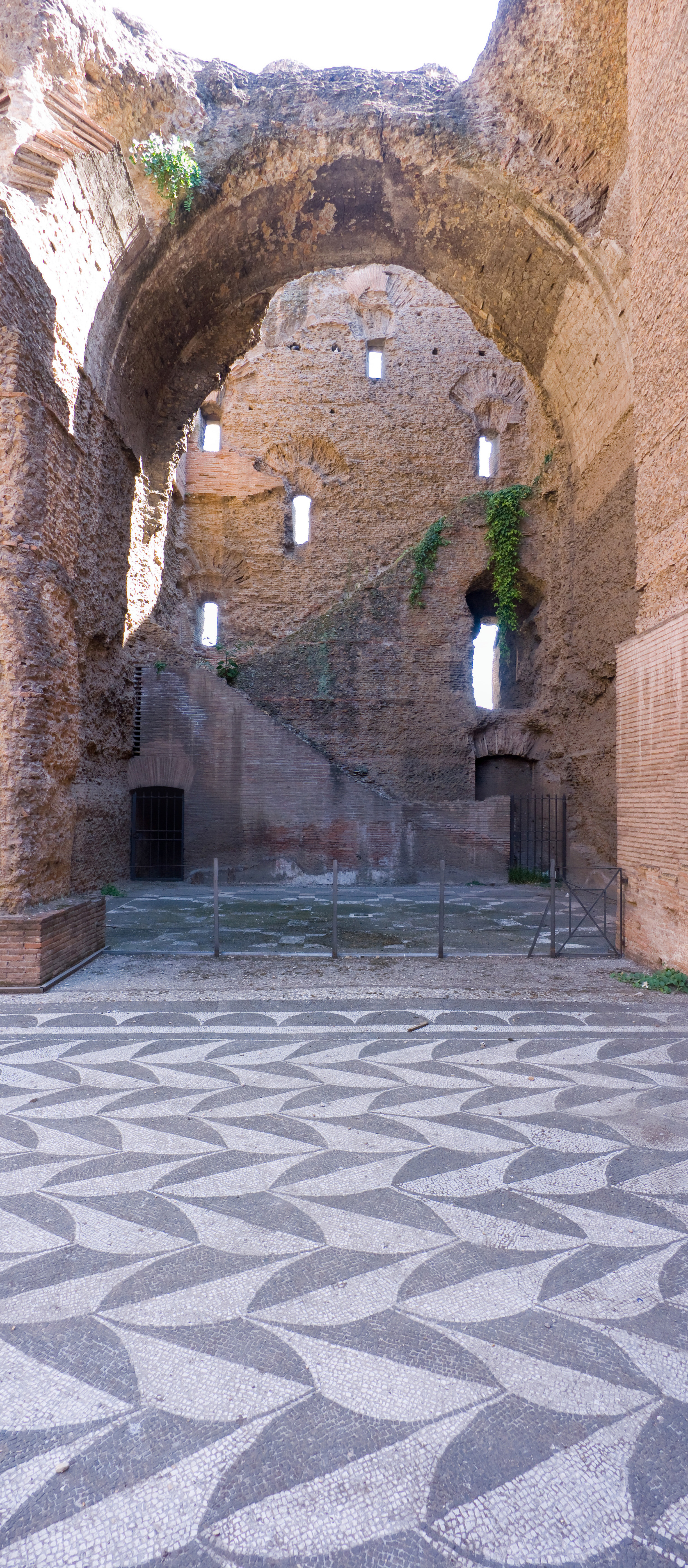
Au fond, escalier